# Juan Peche y Cabeza de Vaca
Juan Peche y Cabeza de Vaca (Jerez de la Frontera, 20 de septiembre de 1894-Badajoz, 9 de noviembre de 1949) fue un noble y diplomático español.

## Biografía
Nació el 20 de septiembre de 1894 en la ciudad gaditana de Jerez de la Frontera. El 19 de diciembre de 1938, durante la guerra civil, contrajo matrimonio con Carmen Primo de Rivera en la catedral de Burgos; él vestiría en la ceremonia la camisa azul de la falange española, mientras Carmen llevaría en su vestido de novia un bordado del yugo y las flechas. Cónsul franquista en Tánger —«Ministro de España en Tánger»—, fue el responsable de la expulsión de la ciudad internacional de los partidarios de la República Española. Fue nombrado subsecretario del Ministerio de Asuntos Exteriores en diciembre de 1939. En calidad de subsecretario de asuntos exteriores fue nombrado miembro del Consejo de la Hispanidad en abril de 1941. Al producirse su cese como subsecretario de Asuntos Exteriores en 1941, se le concedió la Gran Cruz de la Orden de Isabel la Católica. Defendería con posterioridad a su salida del cargo que España no habría entrado en la Segunda Guerra Mundial «no porque Franco se defendiera de una presión alemana para ello, sino porque Hitler no quiso o no entraba en sus cálculos». Falleció en 9 de noviembre de 1949 en la ciudad de Badajoz.
Ostentó el título nobiliario de ix marqués de Rianzuela.